# Maria Nazareth Ferreira da Silva
Maria Nazareth Ferreira da Silva ( 1962) es una zoóloga de Manaus, Brasil, que desarrolla actividades académicas en el Instituto Nacional de Pesquisas de la Amazonia. En 1985 se graduó en la Universidad de Brasilia, en Ciencias Biológicas; y en 1995, obtuvo su doctorado en zoología por la Universidad de California en Berkeley.
Da Silva ha sido, por muchos años, especialista en el estudio de los mamíferos amazónicos, habiendo descrito varias nuevas especies, incluyendo las ratas Proechimys echinothrix y Proechimys gardneri.
Ha escrito y contribuido a muchos documentos y artículos sobre la temática biológica amazónica, y en la actualidad trabaja para el Instituto Nacional de Pesquisas da Amazônia.
Sus líneas de investigación cubren la evaluación de áreas prioritarias para la conservación; biogeografía de mamíferos neotropicales; citotaxonomía; conservación de mamíferos del Amazonas; custodia de colecciones y bases de datos; comunidades: población y ecología de mamíferos en el Amazonas, genética de mamíferos del Amazonas; primates del Amazonas y sistemática de mamíferos neotropicales con sistemática molecular y evolución sistemática, filogenia, biogeografía.

## Algunas publicaciones[4]
- r. Sampaio, d.p. Munari, f. Rohe, a.l. Ravetta, p. Rubim, i.p. Farias, m.n.f. da Silva, m. Cohn-Haft. 2010. New distribution limits of Bassaricyon alleni Thomas 1880 and insights on an overlooked species in the Western Brazilian Amazon. Mammalia 74: 40-50

- m.m. Pires, e.g. Martins, m.m.f. da Silva, s.f. Reis. 2010. Gracilinanus microtarsus. Mammalian Species (Online) 42: 33-40

- j.l. Patton, m.n.f. da Silva. 2001. Molecular phylogenetics and the diversification of Amazonian mammals. En: Diversidade Biológica e Cultural da Amazônia, ed. Belem do Para : Museu Paraense Emilio Goeldi, pp. 139-164

- m. Santos Filho, m.n.f. da Silva, d.j. da Silva. 2001. Ocorrência da Espécie Kunsia tomentosus (LICHTENSTEIN, 1830), (Mammalia, Rodentia) em Unidade de Conservação. En: III Simpósio Sobre Recursos Sócios Econômicos do Pantanal Um Desafio do Novo Milênio, Campo Grande

- j.l. Patton, m.n.f. da Silva, j.r. Malcolm. 2000. Mammals of the Rio Juruá: Evolutionary and ecological diversification within Amazonia. Bull. Amer. Mus. Nat. Hist. 244:1-306

- marjorie d. Matocq, j.l. Patton, m.n.f. da Silva. 2000. Population Genetic Structure of two ecologically distinct Amazonian Spiny Rats:Separating History and Current Ecology

- m.n.f. da Silva, a.b. Rylands, j.l. Patton. 1999. Biogeografia e conservação da mastofauna na floresta amazônica brasileira. En: Seminário de Consulta, Macapá. PRONABIO: Avaliação e Identificação de Ações Prioritárias para a Conservação, Utilização Sustentável e Repartição dos Benefícios da Biodiversidade da Amazônia Brasileira. São Paulo : Estação Liberdade / Instituto Socioambiental

- j.l. Patton, m.n.f. da Silva. 1998. Rivers, Refuges, and Ridges: The Geography of Speciation of Amazonian Mammals. pp. 202-213. Oxford University Press, New York

- m.n.f. da Silva, j.l. Patton. 1997. Definition of Species of Pouched Four-Eyed Opossums (Didelphidae, Philander). J. of Mammalogy 78 ( 1): 90–102

- e.p. Colares, m.n.f. da Silva. 1986. Efeito da redução da alimentação na digestibilidade em lontras Lutra longicaudis (Mammalia: Mustelidae). En: 2a Reunião de Trabalho de Especialistas em Mamíferos Aquáticos da América do Sul, Río de Janeiro

## Abreviatura (zoología)
La abreviatura da Silva  se emplea para indicar a Maria Nazareth Ferreira da Silva como autoridad en la descripción y taxonomía en zoología.